# ماري مور (كاتبة)
ماري مور (بالإنجليزية: Mary Moore)‏ هي دبلوماسية وكاتِبة بريطانية، ولدت في 8 أبريل 1930، وتوفيت في 6 أكتوبر 2017.